# José Morales Berriguete
José Morales Berriguete, meglio noto come Moleiro (Carabanchel Bajo, 30 marzo 1915 – Santa Pola, 16 giugno 1999), è stato un calciatore spagnolo.

## Carriera
In attività aveva ricoperto tutti i ruoli, sebbene giocasse prevalentemente come centrocampista. Fu convocato dalla nazionale spagnola di calcio nel 1945 e giocò un'unica partita, che terminò 2-2, il 29 marzo contro il Portogallo.
Il 5 gennaio 1941, quando militava nel Ferroviaria, fu autore di dieci reti in una sola partita, realizzate contro il Rochapeano nel 12-1 finale.